# Кам'яно-Хутірське
Кам'яно-Хутірське — село в Україні, у Краснокутській селищній громаді Богодухівського району Харківської області. Населення становить 188 осіб. До 2020 орган місцевого самоврядування — Костянтинівська селищна рада.

## Географія
Селище Кам'яно-Хутірське знаходиться на річці Грузька, неподалік від її витоків. Нижче за течією за 1 км розташоване смт Костянтинівка. На річці зроблена загата.

## Історія
12 червня 2020 року, розпорядженням Кабінету Міністрів України № 725-р «Про визначення адміністративних центрів та затвердження територій територіальних громад Харківської області», увійшло до складу Краснокутської селищної громади.
19 липня 2020 року, в результаті адміністративно-територіальної реформи та ліквідації Краснокутського району, селище увійшло до складу Богодухівського району.